# Elamine Erbate
Elamine Erbate (Fnideq, 1 juli 1981) is een Marokkaans voormalig voetballer die als verdediger speelde.
Erbate debuteerde in 2002 in het Marokkaans voetbalelftal.